# Жус, Жюльен
Жюльен Жус (фр. Julien Jousse родился 21 января 1986 года в Лез-Иссамбр) профессиональный автогонщик из Франции.

## Карьера

### Формула-Форд
После проведённого времени в картинге с 1997 по 2001, Жус начал карьеру кольцевого автогонщика в серии Формула-Форд Кент. В трёх гонках он финишировал три раза на подиуме, включая одну победу. В 2003 он перешёл в Французскую Формулу-Форд, заработал всего лишь один подиум и закончил сезон девятым. Так же в конце сезона он принял участие в фестивале Формулы-Форд на трассе Брэндс-Хэтч, финишировал семнадцатым.

### Формула-Рено
В 2004 Жус перешёл в Французскую Формула-Рено 2.0 за команду Hexis Racing. В первом сезоне у него был один финиш на подиум и четырнадцатое место в итоге. Он продолжил выступать в 2005, он стал выступать за SG Formula. Он заработал три подиума, включая победу на трассе Маньи-Кур, сезон завершил на шестом месте. Так же он принял участие в шести гонках Еврокубка Формулы-Рено всего заработал 12 очков и 21-е место.
Жус остался на третий сезон во Французской серии 2006, заработал победу и три подиума завершил сезон третьим. Также он принял участие в двух гонках Еврокубка Формулы-Рено 2.0.

### Мировая Серия Рено

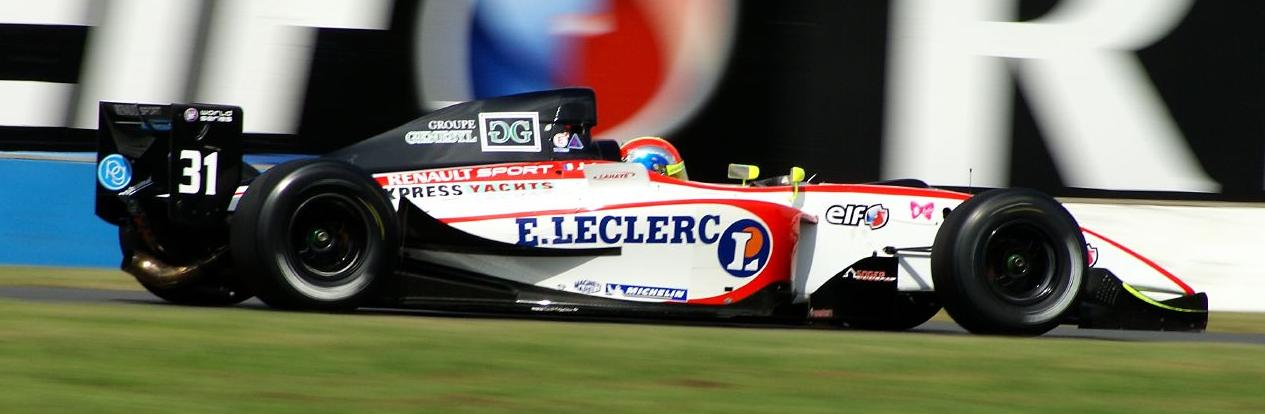
Жус за рулём Tech 1 Racing на трассе Донингтон Парк в сезоне 2007 Мировой Серии Рено.

В 2007 Жус перешёл в Мировую Серию Рено за французскую команду Tech 1 Racing. Сезон он завершил на десятом месте, заработал одну поул-позицию, быстрый круг и три подиумных финиша. Его более успешный напарник, португалец Альвару Паренте выиграл титул в личном зачёте и принёс совместно с Жусом Tech 1 Racing титул в командном зачёте.
Жус остался в команде в 2008, где его напарником стал выпускник Формулы-Рено и соотечественник Шарль Пик . Жюльен завершил сезон в ранге вице-чемпиона, чемпионом стал Гидо ван дер Гарде, включая шесть подиумов и первую победу в серии на последнем этапе в Барселона . Также он помог продолжить своей команде серию из двух титулов в командном зачёте.

### Формула-2
После участия в тестах GP2 за команды Fisichella Motor Sport и Trident Racing, Жус решил присоединиться к возрождённой серии ФИА Формула-2 в сезоне 2009 года и выступает на болиде под номером четыре. Свою первую победу в серии француз одержал на второй гонке в Донингтон Парке.

## Результаты выступлений

### Гоночная карьера
| Сезон | Серия                        | Команда           | Гонки | Победы | Поулы | БК | Подиумы | Очки | Место |
| ----- | ---------------------------- | ----------------- | ----- | ------ | ----- | -- | ------- | ---- | ----- |
| 2002  | Формула-Форд Кент            | Maion Racing      | 3     | 1      | 1     | ?  | 3       | ?    | ?     |
| 2003  | Французская Формула-Форд     | Pegasus Racing    | ?     | ?      | ?     | ?  | ?       | 54   | 9     |
| 2004  | Французская Формула-Рено 2.0 | Hexis Racing      | 13    | 0      | 0     | 1  | 1       | 36   | 14    |
| 2005  | Французская Формула-Рено 2.0 | SG Formula        | 16    | 1      | 1     | 3  | 3       | 70   | 6     |
|       | Еврокубок Формулы-Рено 2.0   | SG Formula        | 6     | 0      | 0     | 0  | 0       | 12   | 21    |
| 2006  | Французская Формула-Рено 2.0 | SG Formula        | 13    | 1      | 1     | 4  | 4       | 89   | 3     |
|       | Еврокубок Формулы-Рено 2.0   | SG Formula        | 2     | 0      | 0     | 0  | 0       | 0    | НКЛ   |
| 2007  | Мировая Серия Рено           | Tech 1 Racing     | 17    | 0      | 1     | 1  | 3       | 62   | 10    |
| 2008  | Мировая Серия Рено           | Tech 1 Racing     | 17    | 1      | 0     | 2  | 6       | 106  | 2     |
| 2009  | ФИА Формула-2                | MotorSport Vision | 10    | 1      | 1     | 2  | 3       | 37   | 3     |

### Результаты выступлений в Формуле-2
| Легенда к таблице |                                                                    |
| --- | ------------------------------------------------------------------ |
| В таблице перечислены результаты всех гонок, в которых принимал участие гонщик. Строками таблицы являются сезоны, столбцами — этапы соревнований. В каждой клетке указаны сокращённое название этапа и результат, дополнительно обозначенный цветом. Расшифровка обозначений и цветов представлена в нижеследующей таблице. |                                                                    |
| \| Пример \| Описание \| \| ------------ \| ------------------------------------------------------------------ \| \| 1 \| Победитель \| \| 2 \| Второе место \| \| 3 \| Третье место \| \| 5 \| Финишировал, заработав очки \| \| Сход \| Не финишировал, но при этом заработал очки \| \| 12 \| Финишировал, не получив очков \| \| НКЛ \| Финишировал, но не попал в финальную классификацию \| \| 15 \| Участвовал вне зачёта, либо по отдельной классификации \| \| 18 \| Не финишировал, но попал в финальную классификацию \| \| Сход \| Не финишировал \| \| НКВ \| Не прошёл квалификацию \| \| НПКВ \| Не прошёл предквалификацию \| \| ДСК \| Дисквалифицирован \| \| ИСК \| Исключён из протокола соревнований \| \| ТТ \| Заявлен для участия только в тренировках \| \| НС \| Участвовал в квалификации, но не стартовал в гонке \| \| Т \| Травмирован или болен \| \| ОТК \| Отказ от участия \| \| НТР \| Прибыл на соревнования, но на трассу не выезжал \| \| НПР \| Был заявлен в числе участников, но не прибыл к началу соревнований \| \| О \| Соревнования отменены \| \| \| Не участвовал \| \| Поул-позиция \| \| \| Быстрый круг \| \| |                                                                    |
| Пример | Описание                                                           |
| 1 | Победитель                                                         |
| 2 | Второе место                                                       |
| 3 | Третье место                                                       |
| 5 | Финишировал, заработав очки                                        |
| Сход | Не финишировал, но при этом заработал очки                         |
| 12 | Финишировал, не получив очков                                      |
| НКЛ | Финишировал, но не попал в финальную классификацию                 |
| 15 | Участвовал вне зачёта, либо по отдельной классификации             |
| 18 | Не финишировал, но попал в финальную классификацию                 |
| Сход | Не финишировал                                                     |
| НКВ | Не прошёл квалификацию                                             |
| НПКВ | Не прошёл предквалификацию                                         |
| ДСК | Дисквалифицирован                                                  |
| ИСК | Исключён из протокола соревнований                                 |
| ТТ | Заявлен для участия только в тренировках                           |
| НС | Участвовал в квалификации, но не стартовал в гонке                 |
| Т | Травмирован или болен                                              |
| ОТК | Отказ от участия                                                   |
| НТР | Прибыл на соревнования, но на трассу не выезжал                    |
| НПР | Был заявлен в числе участников, но не прибыл к началу соревнований |
| О | Соревнования отменены                                              |
| | Не участвовал                                                      |
| Поул-позиция |                                                                    |
| Быстрый круг |                                                                    |

| Год  | № | 1       | 2        | 3       | 4     | 5       | 6       | 7        | 8       | 9       | 10      | 11    | 12    | 13    | 14    | 15    | 16    | Место | Очки |
| ---- | - | ------- | -------- | ------- | ----- | ------- | ------- | -------- | ------- | ------- | ------- | ----- | ----- | ----- | ----- | ----- | ----- | ----- | ---- |
| 2009 | 4 | ВАЛ 1 5 | ВАЛ 2 10 | БРН 1 5 | БРН 2 | СПА 1 3 | СПА 2 6 | БРХ 1 19 | БРХ 2 9 | ДОН 1 7 | ДОН 2 1 | ОШЕ 1 | ОШЕ 2 | ИМО 1 | ИМО 2 | КАТ 1 | КАТ 2 | 3     | 37   |